# Syrinx (Debussy)
Syrinx, que en català es podria traduir com a Siringa, és una composició musical per a flauta solista que Claude Debussy va escriure el 1913. És considerada com una obra indispensable del repertori de qualsevol flautista. Alguns historiadors musicals creuen que Syrinx ha tingut un paper fonamental en el desenvolupament de la música per a flauta sola de principis del segle xx, ja que dona un espai generós als artistes per a la interpretació i l'emoció.
Debussy va escriure Syrinx com a música incidental a l'obra incompleta Psyché de Gabriel Mourey. Estava pensada per ser interpretada entre bastidors durant l'obra, i s'anomenava originalment Flauta de Pan. Però com que una de les Chansons de Bilitis de Debussy ja tenia aquest títol, tanmateix, es va escollir el seu nom final amb referència al mite de la recerca amorosa per part del déu Pan de la nàiade o nimfa Siringa.
La peça està dedicada al flautista Louis Fleury.

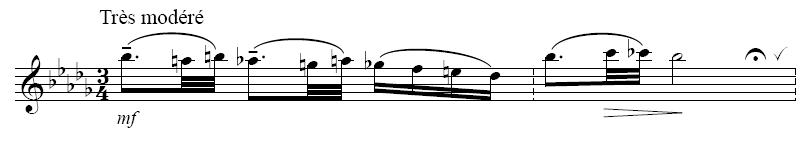
Primers compassos de Syrinx